# Катерина Сакеларопулу
Екатерини (Катерина) Сакеларопулу (на гръцки: Αικατερίνη Σακελλαροπούλου, Κατερίνα Σακελλαροπούλου) е гръцки политик и съдия, 13–ти президент на Гърция (първата жена, която заема тази позиция) в периода 2020 – 2025 година.
Тя е първата председателка на Върховния касационен съд в Атина. Има правен научен труд по екология на тема „Финансовата криза и защита на околната среда според съдебната практика на Държавния съвет“.

## Биография
Катерина Сакеларопулу е родена на 30 май 1956 г. в Солун, Гърция. По произход е от българското село Кръстополе (днес Ставруполи), разположено в южните Родопи. Тя е дъщеря на съдия от Върховния съд. През 1978 г. завършва Юридическия факултет на Атинския университет.
През 1982 г. е назначена за докладчик в Държавния съвет (Върховния административен съд). Продължава кариерата си в административното правосъдие, като през 2015 г. е назначена за зам.–председател, а през октомври 2018 г. – за председател на Държавния съвет.
През 1989 – 1990 г. участва в магистърска програма по конституционно и административно право в Сорбоната в Париж. В периода 2013 – 2015 г. е председател на Дисциплинарната комисия на Министерството на външните работи.
От март 2015 г. е председател на научното сдружение „Гръцко общество по екологично право“.